# تيم فليمينسكس
تيم فليمينسكس (31 مارس 1987 بأنتويرب في بلجيكا - ) هو لاعب كرة قدم بلجيكي في مركز الدفاع. لعب مع بيرسخوت إيه سي وليرس وK. Standaard Wetteren ‏ وK.F.C. Vigor Wuitens Hamme ‏.